# Бушулей
Бушуле́й (рос. Бушулей) — село у складі Чернишевського району Забайкальського краю, Росія. Адміністративний центр та єдиний населений пункт Бушулейського сільського поселення.

## Населення
Населення — 395 осіб (2010; 449 у 2002).
Національний склад (станом на 2002 рік):
- росіяни — 99 %